# Anita Bach
Anita Bach (* 11. Juni 1927 in Eisfeld als Anita Griebel; † 20. Juni 2021) war eine deutsche Architektin. Sie wurde 1965 als erste Frau an der Weimarer Hochschule für Architektur und Bauwesen (HAB), der heutigen Bauhaus-Universität Weimar, habilitiert. Als erste Professorin der DDR in der Architektur leitete sie dort ab 1969 den Lehrstuhl für Gebäudeausbau und Raumgestaltung.

## Leben
Anita Bach absolvierte zunächst eine Lehre als Zimmerin. Da sie danach nicht direkt für den gewünschten Studienplatz in der Architektur zugelassen wurde, studierte sie zunächst an der Universität Greifswald und belegte dort Fächer wie Kunstwissenschaften und Mathematik. Nach einem Jahr gelang ihr ein Hochschul- und Studiengangwechsel an die Hochschule für Baukunst und bildende Künste in Weimar (ab 1951 Hochschule für Architektur), wo sie in das dritte Semester Architektur einstieg.
1952 schloss sie ihr Diplom mit Auszeichnungen ab, unter anderem als Beststudentin und wurde danach für die Aspirantur ausgewählt. Sie entschied sich dann aber für eine sogenannte „außerplanmäßige“ Aspirantur und bewarb sich direkt als Assistentin bei dem Rektor der HAB, Otto Englberger. Sie arbeitete dann als Assistentin und Doktorandin im Kollektiv des Lehrstuhls für Wohn- und Gesellschaftsbauten und wirkte an einer Vielzahl von Wettbewerbsteilnahmen und Forschungsprojekten mit. Im Jahr 1965 wurde sie als erste Frau im Fachbereich Architektur in der DDR habilitiert. Ihre Habilitationsschrift verfasste sie über Studentenwohnheime. 1969 wurde Anita Bach als Professorin für den Lehrbereich Gebäudeausbau und Raumgestaltung in der Nachfolge von Horst Michel berufen. Von 1967 bis 1972 leitete sie das Projektierungsbüro des Ministeriums für Hoch- und Fachschulwesen an der HAB Weimar. Es entstanden Entwürfe zur Erweiterung der Hochschule im Innenstadtbereich Weimars. Für fünf Jahre war Anita Bach ab 1980 Prorektorin der HAB. Gastlehraufträge führten sie unter anderem zur University of Oxford, nach Ulan Bator und Havanna. Dort erhielt sie 1986 eine Ehrenprofessur.
Nach Beendigung ihrer Hochschulkarriere gründete Anita Bach im Jahr 1992 mit ihrem Mann Joachim Bach, Professor für Städtebau an der Bauhaus-Universität, das Büro Bach+Bach in Prerow. Gemeinsam haben sie vier Kinder.

## Werke
Über ihre Lehr- und Forschungstätigkeit als Professorin hinausgehend konnte Anita Bach als Kollektivleiterin einige ihrer Entwürfe umsetzen. Hier eine Auswahl:

### Mensa am Park
Die Mensa für die Bauhaus-Universität wurde 1982 fertiggestellt. Sie befindet sich direkt neben dem Hauptgebäude in der Marienstraße in Weimar und somit in direkter Nähe zu den Hörsälen der Universität. Der Bau entstand im Zuge von Überlegungen zur innerstädtischen Hochschulerweiterung. Die Mensa öffnet sich mit einer großflächigen Glasfront zum anliegenden Ilmpark und bietet 2500 Essplätze. 1983 wurde für das Gebäude der Architekturpreis des Bezirks Erfurt verliehen.

### Studentenwohnheim Jakobsplan
Das Studentenwohnheim Jakobsplan, umgangssprachlich auch „Langer Jakob“, steht in der Jakobsstraße an der Ecke zur Friedenstraße in Weimar und wurde 1972 fertiggestellt. Das aus zwei Flügeln bestehende Gebäude hat elf beziehungsweise zwölf Stockwerke und bietet 344 Studenten Wohnraum. Heute steht das Ensemble unter Denkmalschutz.

### Würfelhaus
Bachs Würfelhaus steht in der Windmühlenstraße 31a in Weimar und wurde 1968 fertiggestellt. Der vierstöckige Wohnungsbau wurde für Universitätsangestellte geplant und hat 16 Wohnungen mit ein bis vier Zimmern und einer Durchschnittsgröße von 50 m². Die Gestaltung sucht laut Aussage der Architektin stilistische Elemente des Bauhauses mit der damaligen, in der DDR typischen Konstruktionsweise aus Fertigteilen zu vereinigen.
Anita Bach wirkte auch als Mitarbeiterin im Kollektiv Englbergers an einer Reihe von umgesetzten Entwürfen mit, zum Beispiel am Experimentalwohnblock in Sondershausen oder der Campusgestaltung der TU Bergakademie Freiberg.

## Veröffentlichungen
Zu den wichtigsten Veröffentlichungen Anita Bachs gehören:
- Wohnhausbau von 1775 bis 1845 in Weimar. Weimar 1960, DNB 481008322 (Dissertation Hochschule für Architektur und Bauwesen, Fakultät für Architektur, 5. September 1960, 322 Seiten).
- Wohnheime. Analytische Untersuchungen und technisch-wissenschaftliche Entwurfsgrundlagen. Verlag für Bauwesen, Berlin 1970, DNB 455593639 (Habilitationsschrift Hochschule für Architektur und Bauwesen, Fakultät für Architektur, 19. Oktober 1965, 316 Seiten DNB 481479910).
- Mit Dieter Dolgner u. a. (Hrsg.): Clemens Wenzeslaus Coudray. Baumeister der späten Goethezeit. In: Weimarer Schriften, Heft 7, 3. Jahrgang, Weimar 1983.
- Mit Hans Lahnert, Christian Schädlich: Architektur und Gesellschaft. Erkenntnisse, Erfahrungen, Haltungen, Anschauungen und Problemsichten zum Architekturschaffen. Hochschule für Architektur und Bauwesen, Weimar 1988.
- Mit Hans-Joachim Driefer; Peter Groß: Gaststätten in historischen Bauten. VEB Verlag für Bauwesen, Berlin 1973.
- Vom Bauhaus zur Bauhaushochschule. Erick Dieckmann in Weimar 1921–1930. In: Alexander von Vegesack (Hrsg.): Erich Dieckmann. Praktiker der Avantgarde. Vitra Design Museum, Weil am Rhein 1990, ISBN 3-9802539-1-0, S. 35 ff.

## Auszeichnungen
- 1963: Clara-Zetkin-Medaille
- 1974: Verdienstmedaille der DDR
- 1977: Silberne Fritz-Heckert-Medaille
- 1981: Architekturpreis des Rates des Bezirkes Erfurt
- 1985: Verdienter Hochschullehrer der DDR
- 1986: Ehrenprofessor der Technischen Universität Havanna/Kuba
- 1987: Goldene Schinkel-Medaille

## Wettbewerbe
In den Jahren 1951 bis 1986 gewann Anita Bach als Mitautorin beziehungsweise Leiterin eines Kollektives 15 Wettbewerbspreise, Anerkennungen und Ideenankäufe. Dazu gehörten:
- Internationaler Wettbewerb Berlin-Fennpfuhl 1955 (2. Preis)
- Wettbewerb Haus der sozialistischen Kultur Dresden 1960 (Ankauf)
- Wettbewerb Hotel am Bahnhof Berlin Friedrichstraße 1962 (Ankauf)
- Wettbewerb Entwicklung neuer Wohnungstypen 1963 (Prämierung)
- Wettbewerb Bildungszentrum Halle-West 1965 (1. Preis, Umsetzung auf Grundlage der Ideen)
- Wettbewerb Zentrum Rostock-Lütten Klein 1965 (1. Preis, Planungsgrundlage)
- Wettbewerb Hotel Fischerkiez Berlin 1968 (1. Preis, Planungsgrundlage)
- Wettbewerb Innenraumgestaltung Interhotel Weimar 1986 (1. Anerkennung)